# Funda Oru
Funda Oru (Heusden-Zolder, 10 juli 1985) is een Belgisch politica voor de Vlaamse sociaaldemocratische partij Vooruit. 

## Biografie
Oru, de dochter van Turkse immigranten die zich in België kwamen vestigen, behaalde in 2007 een master in de politieke wetenschappen en de bestuurskunde aan de Vrije Universiteit Brussel. 
In 2008 ging ze aan de slag op de studiedienst van de sp.a in Limburg. Sinds november 2019 is Funda Oru nationaal ondervoorzitter van de partij, die sinds 2021 Vooruit heet, onder de voorzitters Conner Rousseau en Melissa Depraetere. Ook werkte ze van 2022 tot 2024 op het kabinet van ministers van Ontwikkelingssamenwerking Meryame Kitir en Caroline Gennez.
In 2012 deed ze voor de eerste keer mee aan de gemeenteraadsverkiezingen in Heusden-Zolder. Ze werd verkozen tot gemeenteraadslid en was van april 2014 tot december 2018 schepen van jeugd, personeel en armoedebestrijding. Daarna was ze van januari 2019 tot december 2021 schepen van gelijke kansen, samenleven, armoedebestrijding en sociaal huis en vervolgens werd ze terug gemeenteraadslid.
In mei 2014 was Oru kandidaat voor de Vlaamse verkiezingen, als dertiende opvolger in Limburg. Bij de federale verkiezingen van mei 2019 stond ze op de vijfde plaats van de sp.a-lijst in Limburg en behaalde, op lijsttrekker Meryame Kitir na, de meeste voorkeurstemmen op de sp.a-lijst. Bij de federale verkiezingen van juni 2024 werd ze lijsttrekker voor Vooruit in Limburg, zodoende werd ze voor het eerst verkozen in de Kamer van volksvertegenwoordigers. Oru ging er zetelen in het Adviescomité voor Maatschappelijke Emancipatie.